# کل‌سکایی‌تباران
کل‌سکایی‌تباران (نام علمی: Saigini) یک تبار از جفت‌سم‌سانان و خانوادهٔ گاوسان، زیرخانوادهٔ شاخ‌درازیان، شامل دو گونه از آهوان متوسط‌جثه است که ساکن استپ‌های اوراسیا است.

## آرایه‌شناسی
این تبار در سال ۱۹۴۵ توسط دیرین‌شناس آمریکایی و زیست‌شناس نظری جورج گیلورد سیمپسون ایجاد شد. طبق طبقه‌بندی سیمپسون این تبار شامل دو سردهٔ تک‌نماد است:
- تبار کل‌سکایی‌تباران
  - ردهٔ کل تبتی
    - کل تبتی

  - سردهٔ کل سکایی
    - کل سکایی